# Yoichi Kamimaru
Yoichi Kamimaru (神丸 洋一 Kamimaru Yoichi?), född 30 juni 1984 i Aichi prefektur, är en japansk före detta fotbollsspelare.
Kamimaru började sin karriär 2007 i Ehime FC. Han spelade 11 ligamatcher för klubben. Han avslutade karriären 2008.